# جماعة أطفال سرية
جماعة الأطفال السرية هي عبارة عن منظمة يتم تكوينها بواسطة الأطفال.

## العناصر الرئيسية
قد تشتمل بعض السمات المشتركة لجماعات الأطفال السرية على:
أسماء. على النقيض من التجمعات الأخرى، تحمل هذه الرابطات أسماء. فالمجموعات المكونة من صغار السن هذه لا تتواجد فيها المنافسة الاجتماعية التي تتميز بها جماعات المراهقين أو مستوى السلوك السيئ الذي تتسم به عصابات الشوارع. ولكن قد يحدث في حالات نادرة بعض التنافس مع جماعات أخرى من نفس النوع ومن نفس الفئة العمرية، مما قد يؤدي إلى شجارات جسدية بينهم.
قيادة الرفاق. بخلاف أنشطة المجموعات مثل الكشافة، والتي يترأسها البالغون، فتلك المجموعات يترأسها أطفال.
سرية وهمية. فقد تكون السرية خيالية أكثر من كونها حقيقية. فعلى سبيل المثال، اسم الجماعة (إن وجد) وأسماء أعضائها عادةً ما تكون واضحة للجميع. وقد تكون هناك رغبة في إنشاء رموز وخطط سرية، ولكن نادرًا ما يتم استخدامها أو تطبيقها. قد يتم بناء وكر متداع أو عرزال أو مقر للجماعة أو حصن أو «قاعدة سرية» في منطقة مجاورة بها شجيرات أو بمبنى مهجور. وقد يقوم بعض الأطفال في الجماعة السرية باستخدام جزء من ملاعب المدرسة التي يذهبون إليها ويعتبرونها «القاعدة» الخاصة بهم أثناء فترات الراحة.
عضوية غير مختلطة. تتسم مثل هذه الجماعات عادةً بكونها إما للصبية أو للفتيات ولكنها ليست مختلطة ولكن قد يوجد هناك استثناءات. فقد يكون هناك شعور بالتنافس بين الجنسين، ذلك بالإضافة إلى الاستقلال عن سلطة البالغين.
الشعار / أساليب التحية / كلمات سرية. في بعض الأحيان تقوم الجماعات باختراع شعار واحد أو أكثر أو (في بعض الأحيان كلمات ليس لها معنى) وأساليب تحية. ومثال على ذلك فيلم بتانج، يانج، كيبربانج (P'tang, Yang, Kipperbang) في عام 1982.

## وضع الجماعة
تضع العديد من المدارس القوانين ضد الجماعات السرية وحتى بعض الولايات القضائية توجد بها قوانين تحظر التجمعات السرية أو التجمعات ذات الدخول الحصري بدعوات في المدارس الابتدائية أو الثانوية.
قد ترجع حقيقة أن الاهتمام بهذه الجماعات ينزع إلى أن يكون بمثابة مرحلة عابرة في سن معين إلى مراحل التطور المعرفي لدى الأطفال. فبعد الخروج من مرحلة «التمركز حول الذات» أو مرحلة «ما قبل الاستقلال»، ومع الوصول إلى «سن العقلانية»، يمكن للمرء فهم نوايا الأشخاص الآخرين. وتتمثل الخطوة التالية في القدرة على فهم المجموعات والرغبة في الانضمام لجماعة.
في أغلب الأحيان، تستشهد المواد المكتوبة حول الجماعات السرية هذه، مثل الوصلات الخارجية المذكورة أدناه، بأطفال تبلغ أعمارهم الثامنة والتاسعة. فحيث إنه قد يشارك أيضًا الأطفال الأكبر سنًا قليلاً في الجماعات السرية، فلن يتوقع منهم استخدام عناصر خيالية في أنشطتهم.
غالبًا ما تتناول القصص المصورة وأدب الصغار مثل هذه الجماعات بوصفها أداة لتعزيز الحبكة، وعادةً في موضوعات متعلقة بالجواسيس أو المحققين، وغالبًا ما تكون منظمة بشكل أكثر بكثير من نظرائها في الحياة الواقعية. وتم العثور على تصوير أكثر واقعية في رواية الكاتبة زيلفا كيتلي سنايدر، اللعبة المصرية (The Egypt Game)، حيث يقوم ستة أطفال بالتجمع في ساحة مخزن مهجور لتمثيل مغامرات خيالية وإعادة إقامة مراسم حقيقية مستمدة من معلوماتهم حول مصر القديمة ومبنية عليها.
ولقد تناولت الأفلام مثل هذه الجماعات، وبشكل جدير بالذكر في فيلم الإثارة والكوميديا هيو آند كراي (Hue and Cry) الذي أنتجته إيلنج في بدايتها. كما كانت هناك كتب واقعية للصغار تعمل كإرشادات تفصيلية لتكوين الشفرات والمراقبة، ومن أبرزها سلسلة دليل الجاسوس البارع (Good Spy Guide) من دار أوزبورن.

## وصلات خارجية
- "Child.com: Secret Clubs" – parental advice column
- "Florida Statute 1006.14: Secret societies prohibited in public K-12 schools" – example of law prohibiting
- "Headroom: Stages of Emotional Development" – including where secret clubs fit in